# Scream (musikalbum av Tokio Hotel)
Scream är ett musikalbum av Tokio Hotel, utgivet den 7 juni 2007. Albumet är gruppens första skiva på engelska och innehåller gruppens bästa låtar från deras två album på tyska. Liksom deras debutsingel på tyska "Durch den Monsun, är den engelska översättningen "Monsoon" den första singeln från det engelska albumet.

## Låtförteckning
1. Scream (Schrei) - 3:21
2. Ready, Set, Go! (Übers Ende der Welt) - 3:34
3. Monsoon (Durch den Monsun) - 4:05
4. Love Is Dead (Totgeliebt)- 3:42
5. Don't Jump (Spring Nicht) - 4:09
6. On The Edge (Stich ins glück)- 4:05
7. Sacred (Heilig) - 4:03
8. Break Away (Ich brech aus)- 3:24
9. Rescue Me (Rette Mich) - 3:56
10. Final Day (Der Letzte Tag) - 3:03
11. Forgotten Children (Vergessene kinder)- 4:34
12. By Your Side (An deine seite (ich bin da))- 4:24
13. 1000 Oceans (1000 Meere)- 4:04

## Musiker
- Bill Kaulitz - sång
- Tom Kaulitz - gitarr
- Georg Listing - bas
- Gustav Schäfer - trummor